# Ruta 723 (Costa Rica)
La Ruta 723, oficialmente Ruta Nacional Terciaria 723, es una ruta nacional de Costa Rica ubicada en la provincia de Alajuela.

## Descripción
En la provincia de Alajuela, la ruta atraviesa el cantón de Poás (los distritos de San Pedro, Carrillos).